# Botanischer Garten Heidelberg

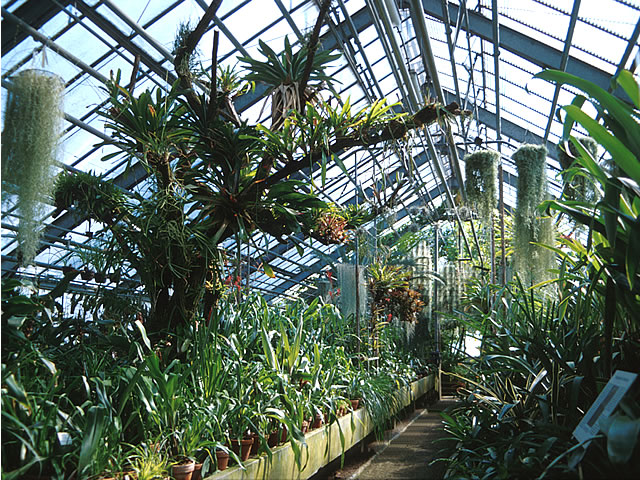
Schauhaus Bromelien

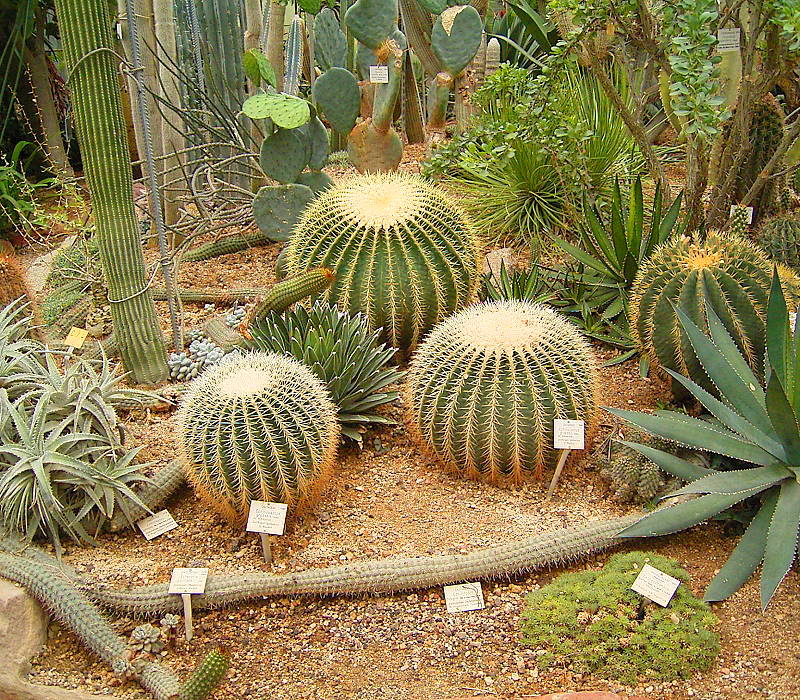
Schauhaus Sukkulenten

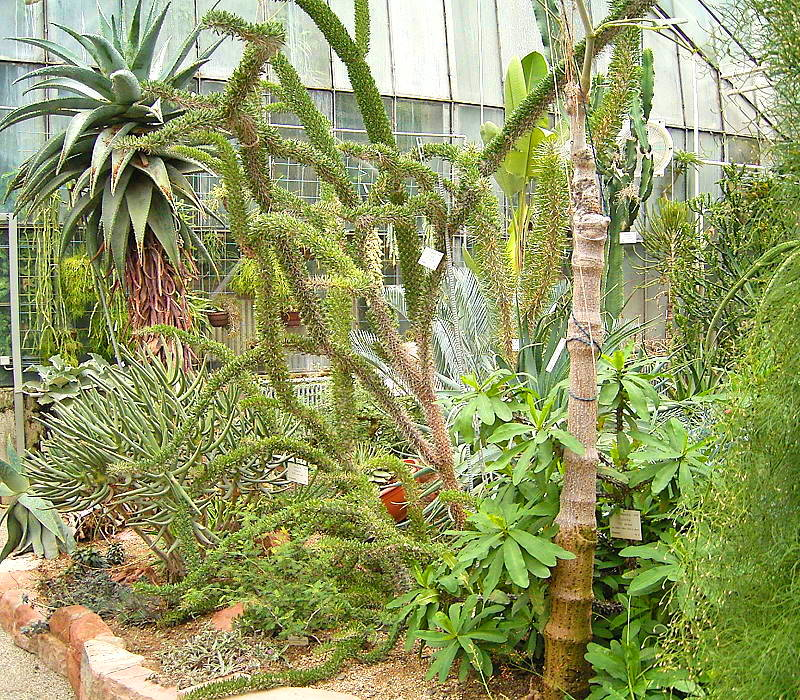
Schauhaus Sukkulenten der Alten Welt

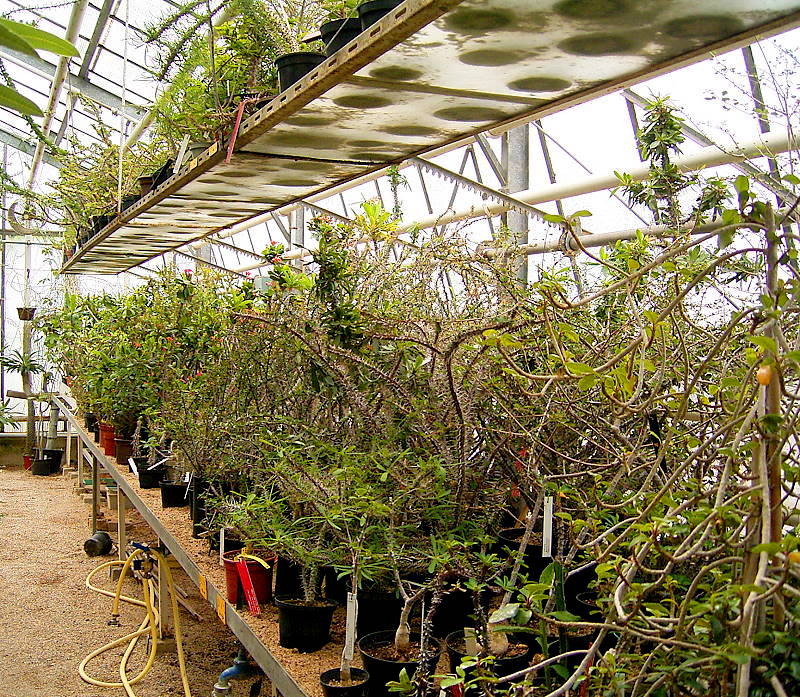
Teil der Euphorbia-Sammlung, nicht öffentlich

Der Botanische Garten Heidelberg liegt am Nordufer des Neckars von Heidelberg im Neuenheimer Feld. Er gehört zur Ruprecht-Karls-Universität Heidelberg und ist eine Abteilung des dortigen Centre for Organismal Studies Heidelberg (COS).

## Geschichte
Der Botanische Garten wurde 1593 als Hortus medicus an der seinerzeit bereits 200 Jahre alten Universität Heidelberg gegründet und ist somit der drittälteste Botanische Garten Deutschlands.
Im Laufe seiner Geschichte wurde der Standort des Gartens insgesamt siebenmal verlegt. Großes Verdienst um den botanischen Garten Heidelbergs erwarb sich Daniel Nebel, den er 1708 nach den Zerstörungen durch den Pfälzischen Erbfolgekrieg neu angelegt hatte und dessen umfangreiche Pflanzensammlung den Grundstock für die weitere Entwicklung bildete. Später nahm sich Georg Matthäus Gattenhof um den Garten an.
Der jetzige siebte Garten wurde von Georg Albrecht Klebs und dessen Obergärtner Erich Behnick im Neuenheimer Feld errichtet und 1915 eröffnet. Durch Bombeneinschläge verlor der Garten kurz vor Ende des Zweiten Weltkrieges weitgehend seine Pflanzenbestände.
Unter Werner Rauh, Gartendirektor in den Jahren 1960–1982, erhielt der Garten seine heutigen, reichhaltigen Schwerpunktsammlungen (Sukkulenten der Alten und Neuen Welt, neotropische Orchideen, Bromelien).

## Der Botanische Garten heute

### Pflanzensammlungen
Im Botanischen Garten Heidelberg sind z. Zt. über 14.000 Pflanzenarten in Kultur. Der Sammlungsschwerpunkt des Gartens liegt in den Gewächshäusern. Die folgenden 11 Spezialsammlungen bilden hierbei das Herzstück:
- Sukkulenten der Alten Welt (ohne Madagaskar)
- Sukkulenten Madagaskars
- Sukkulenten der Neuen Welt
- Tropische Orchideen
- Bromelien (Ananasgewächse)
- Cycadeen (Palmfarngewächse)
- Insektivoren
- Tropische Farne
- Aristolochiaceae (Pfeifenblumengewächse)
- Cyclanthaceae (Scheibenblumengewächse)
- Mediterrane Geophyten

Nur ein kleiner Teil der Gewächshäuser ist für Besucher frei zugänglich. Grundsätzlich können auch die in den nicht öffentlichen Gewächshäuser gelegenen Spezialsammlungen besichtigt werden, dazu ist jedoch rechtzeitig vorher im Sekretariat ein Besuchstermin zu vereinbaren.

### Forschung und Lehre
Der Botanische Garten beteiligt sich an der Forschung und Lehre der angeschlossenen biologischen und pharmazeutischen Institute der Universität.
Hierfür werden Pflanzen für die Forschung und Vorlesungen herangezogen und bereitgehalten.
Im Rahmen der Biodiversitätsforschung werden am Beispiel der Familie der Kreuzblütler (Brassicaceae) Fragen der Verwandtschaft und die Phylogeographie untersucht.